# دانشگاه آیدین استانبول
دانشگاه آیدین استانبول (ترکی استانبولی: İstanbul Aydın Üniversitesi) یک دانشگاه خصوصی است که در ۱۸ مه ۲۰۰۷ در استانبول، ترکیه با گسترش کالج حرفه ای Anadolu BIL که از ۲۶ سپتامبر ۲۰۰۳ وجود داشت، تأسیس شد. این دانشگاه یک مرکز فناوری است که در مساحتی به مساحت ۱۷۵٬۰۰۰ متر مربع (۱٬۸۸۰٬۰۰۰ فوت مربع) ساخته شده‌است. زمانی که ساخت تکنوپارک به پایان برسد فضای سرپوشیده فعلی ۳٬۰۰۰ متر مربع (۳۲٬۰۰۰ فوت مربع) به ۳۰٬۰۰۰ متر مربع (۳۲۰٬۰۰۰ فوت مربع) افزایش خواهد یافت.

## دانشکده‌ها
این دانشگاه از ده دانشکده تشکیل شده‌است.
- دانشکده هنر و علوم
- دانشکده ارتباطات
- دانشکده دندانپزشکی
- دانشکده اقتصاد و علوم اداری
- دانشکده تعلیم و تربیت
- دانشکده فنی – معماری
- دانشکده هنرهای زیبا
- دانشکده حقوق
- دانشکده پزشکی

## دانشگاه آیدین مورد تایید وزارت علوم و بهداشت ایران
دانشگاه آیدین استانبول یکی از دانشگاه‌های مورد تأیید وزارت علوم و بهداشت ایران در ترکیه است، بنابراین با اطمینان می‌توانید پس از تحصیل در این دانشگاه در ایران مشغول به کار شوید. علاوه بر این، مدارک این دانشگاه در اروپا و آمریکا نیز معتبر هستند، بنابراین اگر قصد بازگشت به ایران را ندارید، می‌توانید در این کشورها نیز به کار بپردازید.
تحصیل در دانشگاه آیدین فرصتی برای تجربه زندگی در کشورهای دیگر اروپایی نیز فراهم می‌کند، زیرا این دانشگاه عضو برنامه تبادل دانشجویی اراسموس پلاس و فارابی است. این برنامه‌ها به شما امکان می‌دهند علاوه بر تحصیل در دانشگاه‌های ترکیه، در دانشگاه‌های اروپایی نیز به تحصیل بپردازید.